# Мавзолей Резы Пехлеви
Мавзолей Резы-шаха (перс. آرامگاه رضا شاه‎) — памятник-усыпальница, посвящённый 34-му шахиншаху Ирана Резе Пехлеви, первому представителю династии Пехлеви. Мавзолей был построен в 1950 году вблизи мечети Шах-Абдол-Азима в городе Рей, в 10 километрах от Тегерана — столицы Ирана, а разрушен в 1980 году после исламской революции, под руководством аятоллы Садека Хальхали.

## Внешний вид и интерьер
Территория комплекса мавзолея занимала площадь в 9000 квадратных метров, а сам он был высотой 25 метров, на 7 метров короче, чем высота купола мечети Шах-Абдол-Азима. Архитектурный стиль мавзолея был вдохновлён Домом инвалидов в Париже, где похоронен Наполеон.

## История

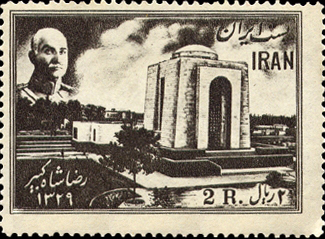
Мавзолей на иранской марке

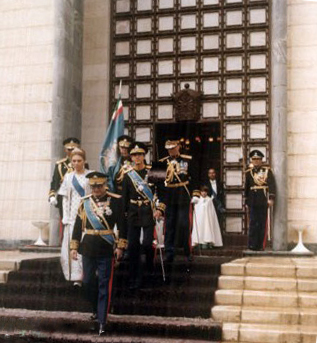
Шахиншах Мохаммед Реза Пехлеви и шахбану Фарах выходят из мавзолея

После оккупации Ирана советско-британскими войсками в 1941 году, Реза-шах был свергнут, бежал из страны и умер через три года — 26 июля 1944 года в Йоханнесбурге. Его тело было доставлено в Каир, забальзамировано и захоронено в усыпальнице королей Египта — мечети ар-Рифаи. После восстановления независимости Ирана и коронования шахиншахом Мохаммеда Резы Пехлеви, в 1948 году было принято решение о сооружении в городе Рей мавзолея, архитекторами которого стали Мохсен Форуги, Кейгобад Зафар и Али Садек, учившиеся на Западе и создавшие новую иранскую архитектуру XX века. В марте 1950 года гроб был привезён на самолёте в Мекку и Медину, затем был довезён на поезде до города Рей, и захоронен в мавзолее вблизи мечети Шах-Абдол-Азима. 8 мая 1951 года тело Резы с почестями было захоронено в мавзолее.
Посещение мавзолея стало обязательным для официальных делегаций других стран. В мае 1972 года, за час до визита в мавзолей президента США Ричарда Никсона, там была взорвана бомба.

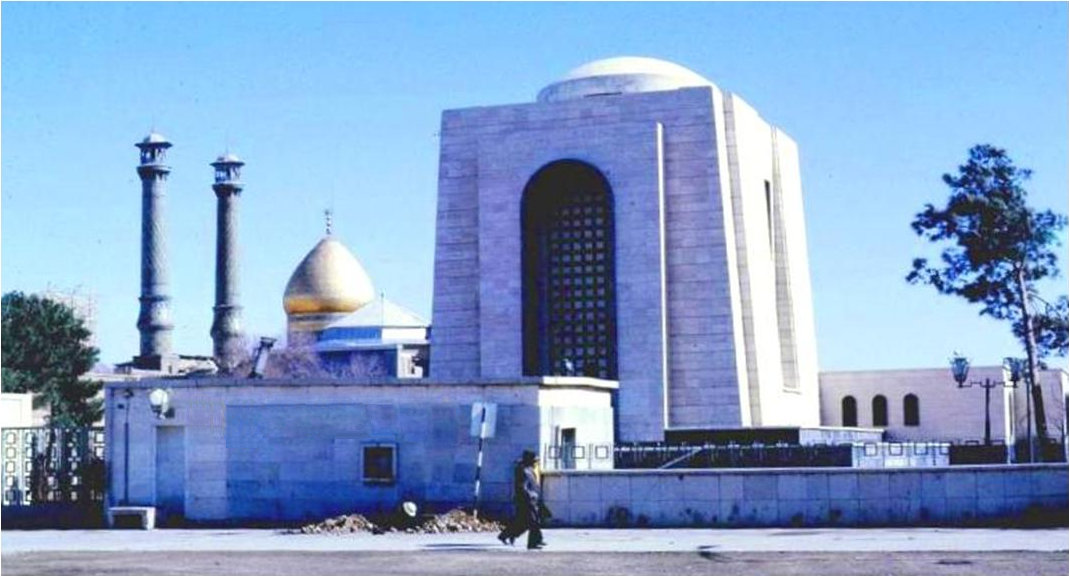
Мавзолей незадолго до сноса

После исламской революции 1979 года, Высший руководитель Ирана великий аятолла Рухолла Хомейни лично приказал уничтожить мавзолей, поручив возглавить работы «судье-вешателю», аятолле Садеку Хальхали, планировавшему уничтожить Персеполь. Здание было снесено в течение 20 дней мая 1980 года силами армии с помощью взрывчатки и экскаваторов. В то же время у мавзолея был сооружён общественный туалет, а после сноса построено медресе.
В самый разгар революции, 14 января 1979 года, тело Резы Пехлеви было перевезено обратно в каирскую мечеть ар-Рифаи, а через два дня из Ирана уехали шахиншах Мохаммед Реза Пехлеви и шахбану Фарах. Сам Мохаммед Реза также умер в изгнании 27 июля 1980 года и был похоронен рядом с отцом.